# 都島入口

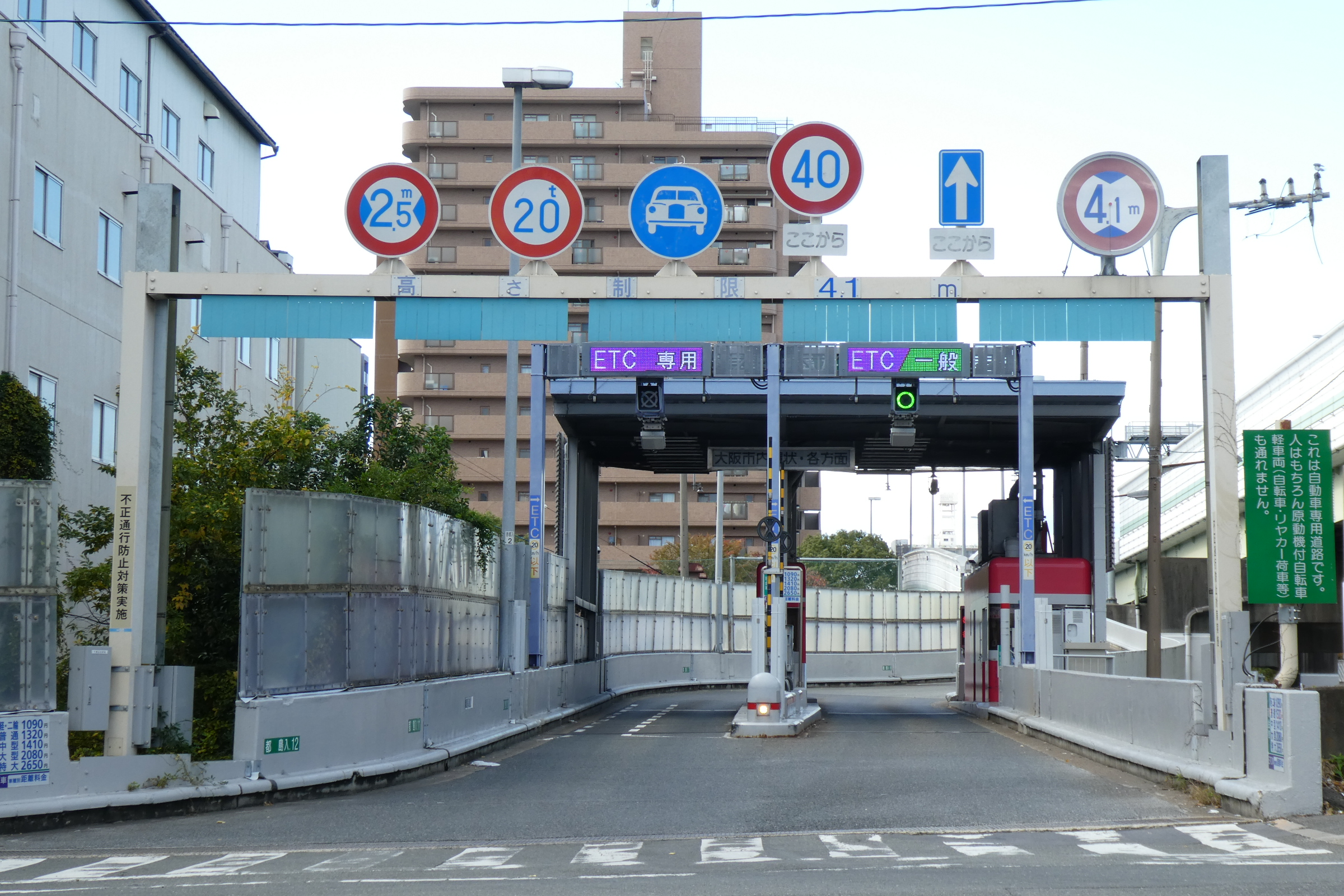
2019年11月撮影。

都島入口（みやこじまいりぐち）は、大阪府大阪市都島区にある阪神高速12号守口線の入口。

## 概要
環状線方面への入り口しかないハーフICである。環状線方面からの出口は、城北出口を利用することになり、都島入口と城北出口をあわせてセットになっている。
環状線方面が渋滞している時は、長柄出入口とともに、入口閉鎖されることが多い。また、環状線方面へはこの都島入口を先頭とした渋滞が発生することもしばしばある。

## 道路
- 阪神高速12号守口線

## 接続する道路
- 大阪市道赤川天王寺線

## 周辺
- 城北公園
- 菅原城北大橋
- 都島大東郵便局
- 大阪拘置所
- 善福寺

## 隣
阪神高速12号守口線
(12-02)扇町出入口 - (12-03)長柄出入口 - (12-05)都島入口 - (12-06)城北出口 - 城北JCT - (12-08,12-09)守口出入口